# どすこい すしずもう
『どすこい すしずもう』は、アンマサコによる日本の絵本作品。2018年に講談社より発行されている。

## あらすじ
様々な寿司が力士に変化した。この中で最強の寿司ネタは誰なのか。寿司力士たちによる多彩な技がくりだされる。果たして本日、取り組みではどちらが勝利するのか。

## 登場キャラクター
47都道府県すべてに出身のキャラクターが存在し、趣味や性格、好きな言葉などの詳細も設定されている。一部のキャラクターには、デザイン上のモデルが存在する。

### 力士
たまごのさと
10月5日生まれ、東京都中央区出身。柔らかくて甘いアイドル。
おおとろやま
6月1日生まれ、青森県下北郡出身。クールではあるが熱い性格を持つ。強い負けん気およびプライドを持つ横綱。
サーモンざくら
9月11日生まれ、 ノルウェー オスロ出身。おだかやかつシャイな性格であり、仲が良くなるのには時間を掛ける。
いくらまる/イクラまる
1月9日生まれ、宮城県石巻市出身。卵であるまま成長しない姿についてはコンプレックスに感じる性格。
くるまえびぞう
12月6日生まれ、熊本県天草市出身。上品かつ色気が多い性格。
なっとうまきのまめ
7月10日生まれ、茨城県水戸市出身。いたずらが好きな、悪ガキ。
たこのつぼ
8月6日生まれ、兵庫県明石市出身。やんちゃではあるが、頭が良いハイスペックな性格。
いかのしん
5月27日生まれ、佐賀県唐津市出身。柔らかい体と心をもち、しなやかな性格。
かっぱのきゅう
7月11日生まれ、群馬県みどり市出身。小さいが、攻撃的であり、大きい相手には勝つところを見せる性格。
まつばがにのりゅう
2月28日生まれ、鳥取県鳥取市出身。強い執着心を持つナルシスト。
いわしりゅう
12月25日生まれ、長崎県松浦市出身。小さいものの、瞬発力であり、負けず嫌いな性格。
ふぐのさと
2月9日生まれ、山口県下関市出身。いつも緩慢しており、人懐っこい性格。
ほっていのかい/ほったてのかい
4月15日生まれ、北海道北見市出身。穏やかな表情を持ち、暖かくて優しい性格。
かつおのしゅん
9月28日生まれ、鹿児島県指宿市出身。飾り気のない、荒々しくせっかちな性格。
あまえびおう
11月22日生まれ、石川県金沢市出身。陽気かつ好奇心が多い性格。
しらすまる
3月7日生まれ、神奈川県藤沢市出身。生きているしらすを頭に乗せている。冷たくて攻撃的な性格。
うにのはな
7月28日生まれ、岩手県九戸郡出身。脳味噌が濃厚であり、おとなしくて肝が据わった性格。
さばのしん
10月7日生まれ、京都府京都市出身。穏やかな表情を持ち、顔が涼しく見えるが、表の顔および裏が見え隠れとなっており、土俵でも見受けられている。
あなごのいわ
福島県出身。
ひらめのひら
山形県出身。
えんがわふじ
秋田県出身。
あゆのいわ
岐阜県出身。
はまきのまき
長野県出身。
おまつりやま
山形県出身。
えちぜんのかに
福井県出身。
ますのしま
富山県出身。
のどくろやま
新潟県出身。
かきのうみ
広島県出身。
さわらのかぜ
岡山県出身。
かれいりゅう
島根県出身。
きんめひかり
和歌山県出身。
かきのはうら
奈良県出身。
うみぶどうやま
沖縄県出身。
とびこまる
宮崎県出身。
さばのせき
大分県出身。
はまぐりたろう
千葉県出身。
あぶらあげさと
埼玉県出身。
かんぴょうまる
栃木県出身。
はこどうらく
大阪府出身。
ふなずしのづし
滋賀県出身。
あわびおう
三重県出身。
うなぎのまき
愛知県出身。
いかのしん
佐賀県出身。
めんたいびゃっこ
福岡県出身。
さざえだけ
愛媛県出身。
はまちのはま
香川県出身。
たいりゅう
徳島県出身。
みなみのしますぱむ
 アメリカ合衆国ハワイ州出身。
かりふぉるにあまる
 アメリカ合衆国出身。
ぼんじゅーるまる
 フランス出身。
もんきーさんば
 ブラジル出身。

### その他
お茶解説者
声 - 大島美幸（森三中）
解説者。4月6日生まれ、静岡県掛川市出身。力士たちを一人ずつよく観察した上で取材とやり取りを行っている。
なすび親方
声 - 津田健次郎
親方。8月15日生まれ、群馬県太田市出身。優しくて情け深い性格。
たけのこ親方
声 - 濱健人
親方。2月25日生まれ、高知県土佐市出身。一度こうと決めた時は、間違いがあったとしても、頑固で突き通す性格。
わさび行司
声 - 佐々健太
行司。1月28日生まれ、静岡県静岡市出身。辛抱強い性格で、公平に審判を心掛けているのんびり屋。
ガリ呼出
声 - 沢城千春
呼出。11月18日生まれ、高知県土佐市出身。気さくな人柄で、仲間を常に大事にする性格。
がりアナウンサー
アナウンサー。高知県出身。

## 書籍情報
- アンマサコ『どすこい すしずもう』講談社
  - 『どすこい すしずもう』、2018年5月17日発売[1]、ISBN 978-4-06-133351-2
  - 『どすこいすしずもう たまごのさとの ひみつ』、2020年9月17日発売[46]、ISBN 978-4-06-520622-5
  - 『どすこいすしずもう おおとろやまの ひみつ』、2020年9月17日発売[47]、ISBN 978-4-06-520623-2

## テレビアニメ
5分枠の短編アニメとして、2021年4月より2022年3月までテレビ神奈川ほかにて放送された。
放送に先駆け、2020年11月3日にTOHOシネマズ六本木ヒルズにて開催の第33回東京国際映画祭のジャパニーズ・アニメーション部門作品にて上映され、上映後には舞台挨拶が実施された。

### スタッフ
- 原作 - アンマサコ「どすこいすしずもう」講談社[40]
- 監督・シリーズ構成 - 助川勇太[40]
- 音響監督 - 八木沼智彦
- プロデューサー - 林玄規、千葉素久
- アニメーションプロデューサー - 粟飯原君江
- アニメーション制作 - 白組[40]
- 製作 - どすこいすしずもう製作委員会[40]

### 主題歌
「Sushi Sushi Show!」
どすこいキッズwithケロポンズによるオープニングテーマ。作詞・作曲・編曲は神谷礼。
「どすどすどすこい！」
ケロポンズによるエンディングテーマ。作詞は菊谷宏樹、作曲・編曲は菊谷知樹。

### 各話リスト
放送日は、最早放送局であるテレビ神奈川での放送日を記載。
| 話数            | サブタイトル                  | とりくみ                                 | ナレーション台本 | 絵コンテ | 演出            | アートディレクター | 放送日        |
| --------------- | ----------------------------- | ---------------------------------------- | ---------------- | -------- | --------------- | ------------------ | ------------- |
| 1番             | たまご たいけつ！             | たまごのさと 対 いくらまる               | 岸野聡子         | 助川勇太 | 林宏樹 米岡孝   | 田中由美子         | 2021年 4月3日 |
| 2番             | みちとの そうぐう！           | サーモンざくら 対 なっとうまきのまめ     | 岸野聡子         | 助川勇太 | 林宏樹 米岡孝   | 田中由美子         | 4月10日       |
| 3番             | よこづな おおとろやま！       | おおとろやま 対 ふぐのさと               | 岸野聡子         | 助川勇太 | 米岡孝 林宏樹   | 田中由美子         | 4月17日       |
| 4番             | みせます くるまえびぞう！     | くるまえびぞう 対 いくらまる             | 岸野聡子         | 林宏樹   | 林宏樹 米岡孝   | 田中由美子         | 4月24日       |
| 5番             | ちいさな すしりきし！         | かっぱのきゅう 対 まつばがにのりゅう     | 岸野聡子         | 助川勇太 | 林宏樹 米岡孝   | 田中由美子         | 5月1日        |
| 6番             | よこづなに ちょうせん！       | たまごのさと 対 おおとろやま             | 助川勇太         | 助川勇太 | 林宏樹 米岡孝   | 田中由美子         | 5月8日        |
| 7番             | ライバル たいけつ！           | たこのつぼ 対 いかのしん                 | 岸野聡子         | 助川勇太 | 林宏樹 米岡孝   | 田中由美子         | 5月15日       |
| 8番             | きあいを いれろ！             | くるまえびぞう 対 かつおのしゅん         | 岸野聡子         | 助川勇太 | 林宏樹 米岡孝   | 田中由美子         | 5月22日       |
| 9番             | つるつる ねばねば〜！         | なっとうまきのまめ 対 いかのしん         | 岸野聡子         | 米岡孝   | 米岡孝 林宏樹   | 田中由美子         | 5月29日       |
| 10番            | あこがれの たいけつ！         | いくらまる 対 サーモンざくら             | 岸野聡子         | 米岡孝   | 米岡孝 林宏樹   | 田中由美子         | 6月5日        |
| 11番            | つっぱり つっぱり！           | おおとろやま 対 あまえびおう             | 岸野聡子         | 助川勇太 | 林宏樹 米岡孝   | 田中由美子         | 6月12日       |
| 12番            | にんきもの たいけつ！         | くるまえびぞう 対 たまごのさと           | 岸野聡子         | 米岡孝   | 米岡孝 林宏樹   | 田中由美子         | 6月19日       |
| 13番            | はしれぐ〜るぐる！            | サーモンざくら 対 いわしりゅう           | 岸野聡子         | 米岡孝   | 米岡孝 林宏樹   | 田中由美子         | 6月26日       |
| 14番            | ぬけるが かち？               | なっとうまきのまめ 対 あまえびおう       | 岸野聡子         | 米岡孝   | 米岡孝 林宏樹   | 田中由美子         | 7月3日        |
| 15番            | ひさく きゅういんきゅう！     | かっぱのきゅう 対 まつばがにのりゅう     | 岸野聡子         | 米岡孝   | 米岡孝 林宏樹   | 田中由美子         | 7月10日       |
| 16番            | ちゃっかり いくらまる         | いくらまる 対 ふぐのさと                 | 岸野聡子         | 北川徹也 | 北川徹也 米岡孝 | 田中由美子         | 7月17日       |
| 17番            | にどめの そうぐう！           | サーモンざくら 対 なっとうまきのまめ     | 岸野聡子         | 助川勇太 | 林宏樹 米岡孝   | 田中由美子         | 7月24日       |
| 18番            | なぞのりきし うにのはな！     | たまごのさと 対 うにのはな               | 岸野聡子         | 林宏樹   | 林宏樹 米岡孝   | 田中由美子         | 7月31日       |
| 19番            | こざかな しらすまる！         | くるまえびぞう 対 しらすまる             | 岸野聡子         | 米岡孝   | 米岡孝 林宏樹   | 田中由美子         | 8月7日        |
| 20番            | ちいさいりきし おおきいりきし | かっぱのきゅう 対 ふぐのさと             | 岸野聡子         | 米岡孝   | 米岡孝 林宏樹   | 田中由美子         | 8月14日       |
| 21番            | あぶれ サーモンざくら！       | サーモンざくら 対 おおとろやま           | 岸野聡子         | 助川勇太 | 林宏樹 米岡孝   | 田中由美子         | 8月21日       |
| 22番            | こきゅうを あわせて！         | たこのつぼ 対 まつばがにのりゅう         | 岸野聡子         | 助川勇太 | 林宏樹 米岡孝   | 田中由美子         | 8月28日       |
| 23番            | はじけるか たたけるか？       | いくらまる 対 かつおのしゅん             | 岸野聡子         | 米岡孝   | 林宏樹 米岡孝   | 田中由美子         | 9月4日        |
| 24番            | おもいぞ さばのしん！         | たまごのさと 対 さばのしん               | 岸野聡子         | 助川勇太 | 林宏樹 米岡孝   | 田中由美子         | 9月11日       |
| 25番            | はっしゃ いかすみロケット！   | いかのしん 対 まつばがにのりゅう         | 岸野聡子         | 助川勇太 | 林宏樹 米岡孝   | 田中由美子         | 9月18日       |
| 26番            | ねばねばで きんぼしを！       | なっとうまきのまめ 対 おおとろやま       | 岸野聡子         | 助川勇太 | 林宏樹 米岡孝   | 田中由美子         | 9月25日       |
| 27番            | とべ！ かっぱのきゅう！       | かっぱのきゅう 対 ほったてのかい         | 岸野聡子         | 助川勇太 | 林宏樹 米岡孝   | 田中由美子         | 10月2日       |
| 28番            | えびえび たいけつ！           | くるまえびぞう 対 あまえびおう           | 岸野聡子         | 林宏樹   | 林宏樹 米岡孝   | 田中由美子         | 10月9日       |
| 29番            | おいしいよ いくらまる！       | いくらまる 対 しらすまる                 | 岸野聡子         | 米岡孝   | 米岡孝 林宏樹   | 田中由美子         | 10月16日      |
| 30番            | よこづなの こころ！           | おおとろやま 対 いわしりゅう             | 岸野聡子         | 米岡孝   | 米岡孝 林宏樹   | 田中由美子         | 10月23日      |
| 31番            | ねばねば とげとげ！           | なっとうまきのまめ 対 うにのはな         | 岸野聡子         | 助川勇太 | 林宏樹 米岡孝   | 田中由美子         | 10月30日      |
| 32番            | ちゅーちゅー とれいん！       | たこのつぼ 対 ほったてのかい             | 岸野聡子         | 助川勇太 | 林宏樹 米岡孝   | 田中由美子         | 11月6日       |
| 33番            | ぷるぷる ふぐのさと！         | たまごのさと 対 ふぐのさと               | 岸野聡子         | 北川徹也 | 北川徹也 米岡孝 | 田中由美子         | 11月13日      |
| 34番            | みせろ あぶりサーモン！       | サーモンざくら 対 おおとろやま           | 岸野聡子         | 助川勇太 | 林宏樹 米岡孝   | 田中由美子         | 11月20日      |
| 35番            | あまえび フライ！             | かっぱのきゅう 対 あまえびおう           | 岸野聡子         | 北川徹也 | 林宏樹 米岡孝   | 田中由美子         | 11月27日      |
| 36番            | はんぷく かにわたり？         | なっとうまきのまめ 対 まつばがにのりゅう | 岸野聡子         | 助川勇太 | 林宏樹 米岡孝   | 田中由美子         | 12月4日       |
| 37番            | かいしんげき かい？           | いかのしん 対 ほったてのかい             | 岸野聡子         | 助川勇太 | 林宏樹 米岡孝   | 田中由美子         | 12月11日      |
| 38番            | にげて えびさま！             | くるまえびぞう 対 たこのつぼ             | 岸野聡子         | 助川勇太 | 林宏樹 米岡孝   | 田中由美子         | 12月18日      |
| 39番            | よこづなへ いどめ！           | たまごのさと 対 おおとろやま             | 岸野聡子         | 助川勇太 | 林宏樹 米岡孝   | 田中由美子         | 12月25日      |
| 40番            | スピードに あみをはれ！       | なっとうまきのまめ 対 いわしりゅう       | 岸野聡子         | 助川勇太 | 林宏樹 米岡孝   | 田中由美子         | 2022年 1月1日 |
| 41番            | あこがれは もくひょうに！     | いくらまる 対 サーモンざくら             | 岸野聡子         | 米岡孝   | 米岡孝 林宏樹   | 田中由美子         | 1月8日        |
| 42番            | おされた よこづな！           | おおとろやま 対 さばのしん               | 岸野聡子         | 米岡孝   | 米岡孝 林宏樹   | 田中由美子         | 1月15日       |
| 43番            | つかんで はさんで！           | たまごのさと 対 あまえびおう             | 岸野聡子         | 助川勇太 | 林宏樹 米岡孝   | 田中由美子         | 1月22日       |
| 44番            | たちきれ！ しらすチェーン！   | サーモンざくら 対 しらすまる             | 岸野聡子         | 米岡孝   | 米岡孝 林宏樹   | 田中由美子         | 1月29日       |
| 45番            | しゅやくは ねばる？           | なっとうまきのまめ 対 くるまえびぞう     | 岸野聡子         | 米岡孝   | 米岡孝 林宏樹   | 田中由美子         | 2月5日        |
| 46番            | しゅくめいの ライバル！       | たこのつぼ 対 いかのしん                 | 岸野聡子         | 米岡孝   | 米岡孝 林宏樹   | 田中由美子         | 2月12日       |
| 47番            | どっちが どっち？             | たまごのさと 対 かつおのしゅん           | 岸野聡子         | 助川勇太 | 林宏樹 米岡孝   | 田中由美子         | 2月19日       |
| 48番            | メリーゴーランドを とめろ！   | サーモンざくら 対 いわしりゅう           | 岸野聡子         | 北川徹也 | 北川徹也 林宏樹 | 田中由美子         | 2月26日       |
| 49番            | よこづな だいしゃりん！       | おおとろやま 対 うにのはな               | 岸野聡子         | 北川徹也 | 林宏樹 米岡孝   | 田中由美子         | 3月5日        |
| 50番            | おとく つめほうだい！         | いくらまる 対 たこのつぼ                 | 岸野聡子         | 助川勇太 | 林宏樹 米岡孝   | 田中由美子         | 3月12日       |
| 51番            | ちいさくても まけない！       | かっぱのきゅう 対 ふぐのさと             | 岸野聡子         | 米岡孝   | 米岡孝 林宏樹   | 田中由美子         | 3月19日       |
| 52番 （最終回） | おすしの せんしゅうらく！     | たまごのさと 対 サーモンざくら           | 岸野聡子         | 助川勇太 | 林宏樹 米岡孝   | 田中由美子         | 3月26日       |

### 放送局
| 放送期間                                             | 放送時間                              | 放送局       | 対象地域 | 備考                         |
| ---------------------------------------------------- | ------------------------------------- | ------------ | -------- | ---------------------------- |
| 2021年4月3日 - 2022年3月26日                         | 土曜 7:25 - 7:30                      | テレビ神奈川 | 神奈川県 |                              |
|                                                      | 土曜 8:40 - 8:45                      | チバテレ     | 千葉県   | リピート放送あり             |
|                                                      | 土曜 12:00 - 12:05                    | テレビ埼玉   | 埼玉県   |                              |
|                                                      | 土曜 17:50 - 17:55                    | KBS京都      | 京都府   |                              |
|                                                      | 土曜 17:55 - 18:00                    | 群馬テレビ   | 群馬県   |                              |
|                                                      | 土曜 18:55 - 19:00                    | BS11         | 日本全域 | BS放送 / 『キッズアニメ∞』枠 |
| 2021年4月5日 - 2022年3月28日                         | 月曜 17:35 - 17:40                    | 三重テレビ   | 三重県   |                              |
| 2021年4月8日 - 7月1日 2021年7月8日 - 2022年3月31日   | 木曜 22:17 - 22:23 木曜 22:10 - 22:16 | AT-X         | 日本全域 | CS放送 / リピート放送あり    |
| 2021年4月9日 - 2022年4月1日                          | 金曜 21:54 - 21:58                    | 岐阜放送     | 岐阜県   |                              |
| 2021年4月10日 - 2022年4月16日                        | 土曜 5:25 - 5:30                      | 仙台放送     | 宮城県   |                              |
| 2021年4月12日 - 2022年4月25日                        | 月曜 1:15 - 1:20（日曜深夜）          | 北海道テレビ | 北海道   |                              |
| 2021年4月17日 - 9月25日 2021年10月3日 - 2022年5月1日 | 土曜 5:25 - 5:30 日曜 5:10 - 5:15     | 静岡放送     | 静岡県   |                              |

| 配信開始日    | 配信時間                   | 配信サイト |
| ------------- | -------------------------- | --- |
| 2021年4月3日  | 土曜 12:00 更新            | Amazonプライム・ビデオ dアニメストア FOD Hulu Rakuten TV U-NEXT クランクイン！ビデオ ニコニコチャンネル バンダイチャンネル ビデオマーケット プレイリーキッズ |
| 2021年4月12日 | 月曜 12:00 更新            | ふらっと動画 |
| 2021年4月17日 | 土曜 12:00 更新            | ABEMA GYAO! |
| 2021年4月18日 | 日曜 3:00 - 3:08(土曜深夜) | ABEMAアニメ |

## 雑誌掲載
アニメ化に合わせて、2021年5月号より、たのしい幼稚園、テレビマガジン（すべて講談社）にて連載開始。